# Kavadarci
Kavadarci (v makedonské cyrilici Кавадарци) je město ve Vardarském regionu Severní Makedonie, přibližně v centrální části země. Na území opštiny Kavadarci žije 37 189 obyvatel. V blízkosti Kavadarců se také nachází Jezero Tikveš. Městem protéká říčka Luda Mara.

## Historie
V okolí Kavadarců se nachází celá řada různých archeologických lokalit, která dosvědčuje existenci lidského osídlení až od nejstarších dob.
Město je poprvé připomínáno roku 1823 jako menší sídlo s přibližně dvěma tisíci obyvatel. Ještě během existence Osmanské říše se však Kavadarci staly sídlem samosprávné opštiny. Administrativně byly součástí pašaluku v Bitole. Tradiční zde byla výroba vína, která ještě na konci 19. století přesáhla 2 miliony ok ročně.
V roce 1894 zde byl založen jeden z prvních revolučních výborů organizace VMRO, která byla nepřátelská k tureckému zřízení. Zakladatelem místní organizace byl Dame Gruev spolu s učitelem Pane Ivanovem.
Podle statistik Vasila K'nčova z roku 1890 v Kavadarcích žilo 5092 obyvatel, z nichž bylo 1950 pravoslavných, 3000 muslimů, 120 Romů a 32 Vlachů.
V roce 1912 získalo město Srbsko. Během balkánských válek zde došlo v roce 1913 k tzv. tikvešskému povstání, kdy se místní obyvatelstvo vzbouřilo proti srbské správě. Povstání bylo potlačeno silou a bylo zde několik set obětí ze strany místního obyvatelstva. Od roku 1918 bylo město součástí Království SHS, později socialistické Jugoslávie. Jihoslovanský stát však měl značné problémy se správou města; obyvatelstvo bylo obecně vůči autoritám po turecké nadvládě nedůvěřivé. V roce 1920 zde dokázali místní buňku založit komunisté.
V meziválečném období zde bylo rozšířené také pěstování tabáku. Závod byl později znám pod názvem Monopol. Byly také postaveny některé školy, neboť se jich ve městě obecně po staletí tureckého panování nedostávalo. Roku 1937 byl vypracován první územní plán pro rozvoj města do moderní podoby. Od roku 1939 zde (dva roky do vypuknutí druhé světové války) působila (v ilegalitě) komunistická strana. Město bylo osvobozeno od fašismu dne 7. září 1944.
Po druhé světové válce byla vybudována moderní uliční síť a nové náměstí (pojmenováno po Josipu Brozu Titovi). V roce 1972 zde byl zaveden přívod vody z prameniště Lukar v pohoří Kožuf Planina. Roku 1987 zde byla otevřena všeobecná nemocnice. Od roku 1991 je město součástí samostatné Severní Makedonie. Po druhé světové válce byl západně od města vybudován závod, který později vlastnila společnost Feni Industry a který zkrachoval.

## Pamětihodnosti a zajímavosti
U Kavadarců se nachází památník zahrnující kostnici obětí z druhé světové války (makedonsky Спомен-костурница), který navrhl Petar Mučkovski. Dokončen byl roku 1976.
V Kavadarcích se také nacházi muzeum s galerií a dále muzeum vinařství.
Nejstarším pravoslavným kostelem je kostel sv. Demetara (makedonsky Црква Свети Димитриј) z roku 1834.
Výhledově zde má být postavena/zřízena minizoo.

## Ekonomika
Město se nachází v historické oblasti Tikveš známé díky vinařství; dodnes je víno hlavním vývozním artiklem města a jeho výroba zaměstnává značnou část obyvatelstva.

## Doprava

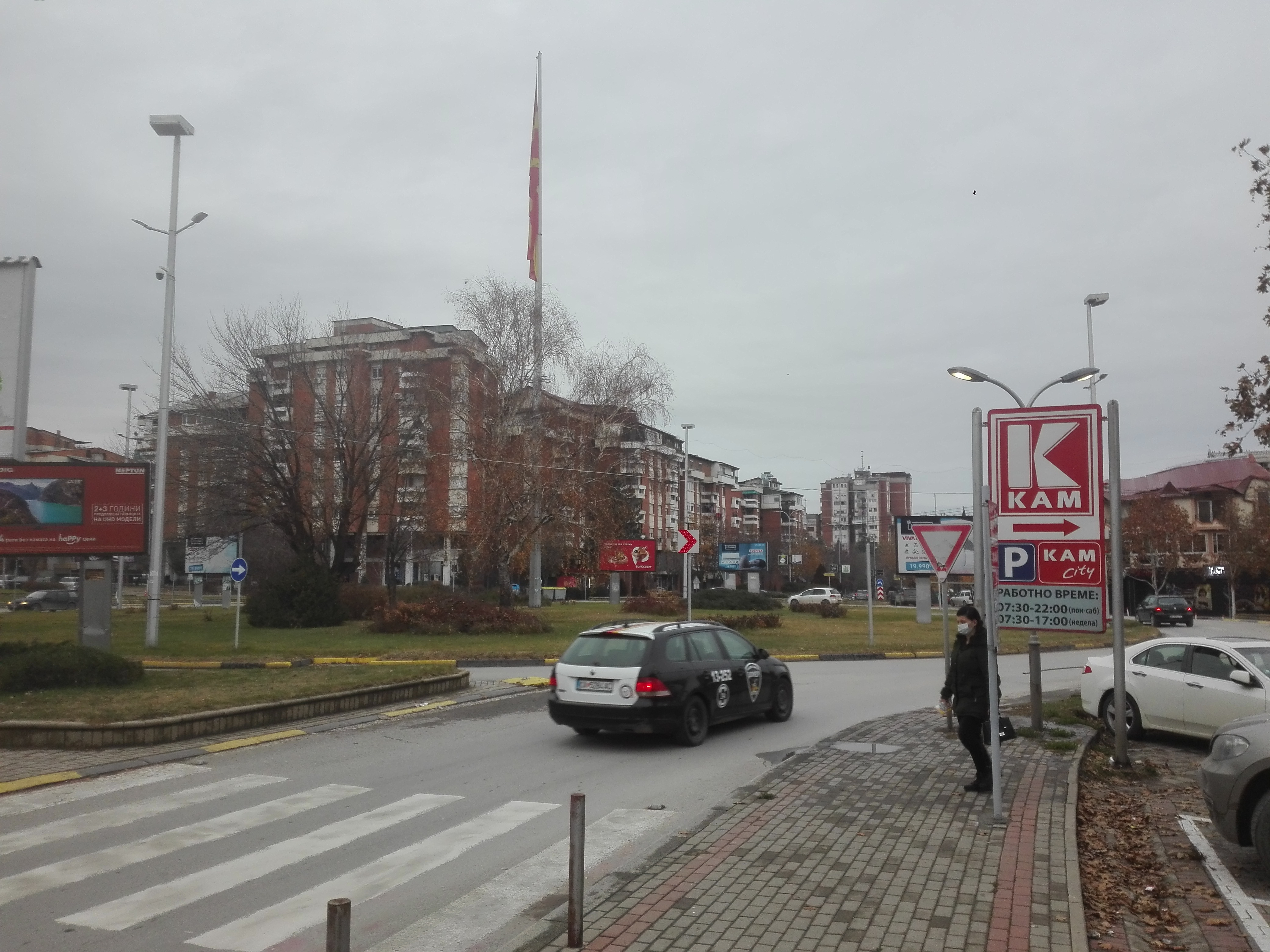
Kruhový objezd ve městě.

Obec se nachází stranou hlavních dopravních tahů. Nejbližší dálnice (dálnice A1) je dostupná na výjezdu 165. km od Skopje. Veřejnou dopravu se zbytkem země zajišťují autobusy, město má vlastní autobusové nádraží. Nejbližší železniční trať prochází několik kilometrů vzdáleným městem Negotino, kde se nachází i dálnice A1.

## Školství
V Kavadarcích působí gymnázium, které bylo založeno roku 1897.

## Významné osobnosti
Z Kavadarců pocházely následující známé osobnosti:
- Stojan Andov, politik
- Petar Angelov, házenkář
- Nikola Badev, zpěvák
- Dobri Daskalov, revolucionář
- Todor Džunov, univerzitní profesor
- Todor Gečevski, hráč basketbalu
- Mito Hadži-Vasilev Jasmin, žurnalista a politik
- Vasil Hadžimanov, skladatel
- Zafir Hadžimanov, skladatel
- Ljupčo „Bubo“ Karov, zpěvák, herec a komik
- Strašo Pindžur, revolucionář
- Vanče Šikov, fotbalista
- Vrbica Stefanov, basketbalista